# 5-ös metró (Peking)

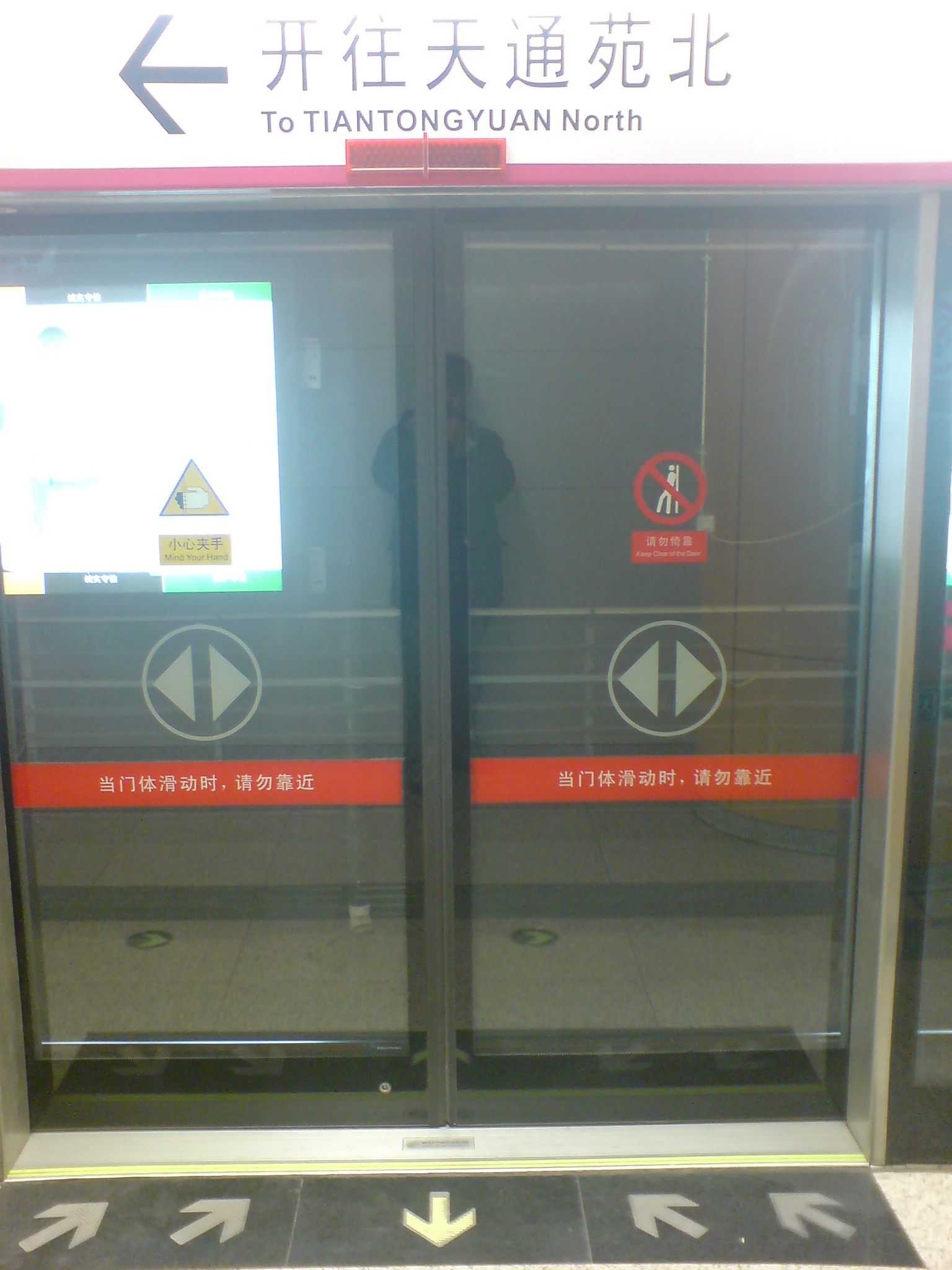
Biztonsági ajtó

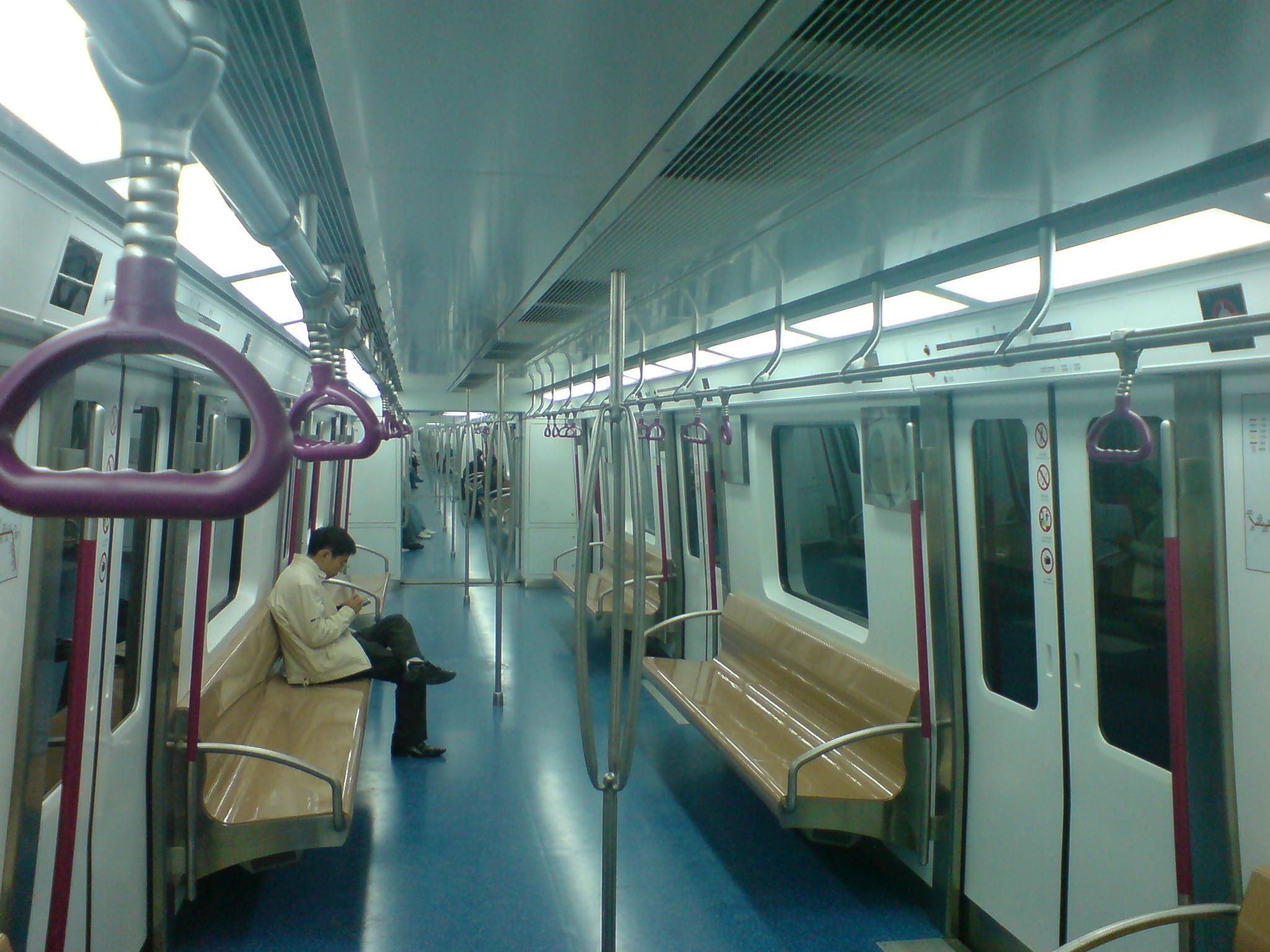
Átjárható szerelvény az 5-ösön

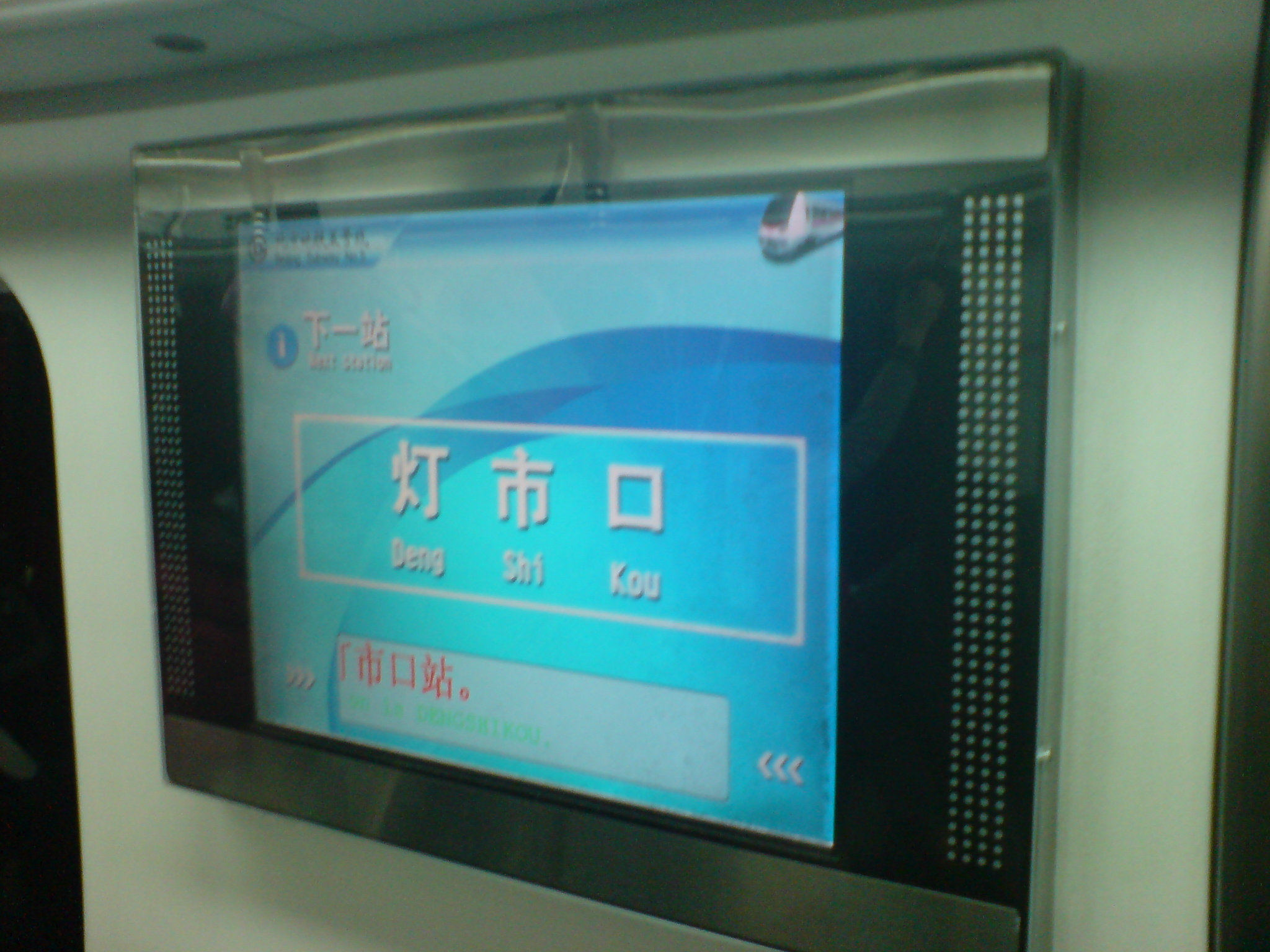
LCD kijelző a vonatok utasterében

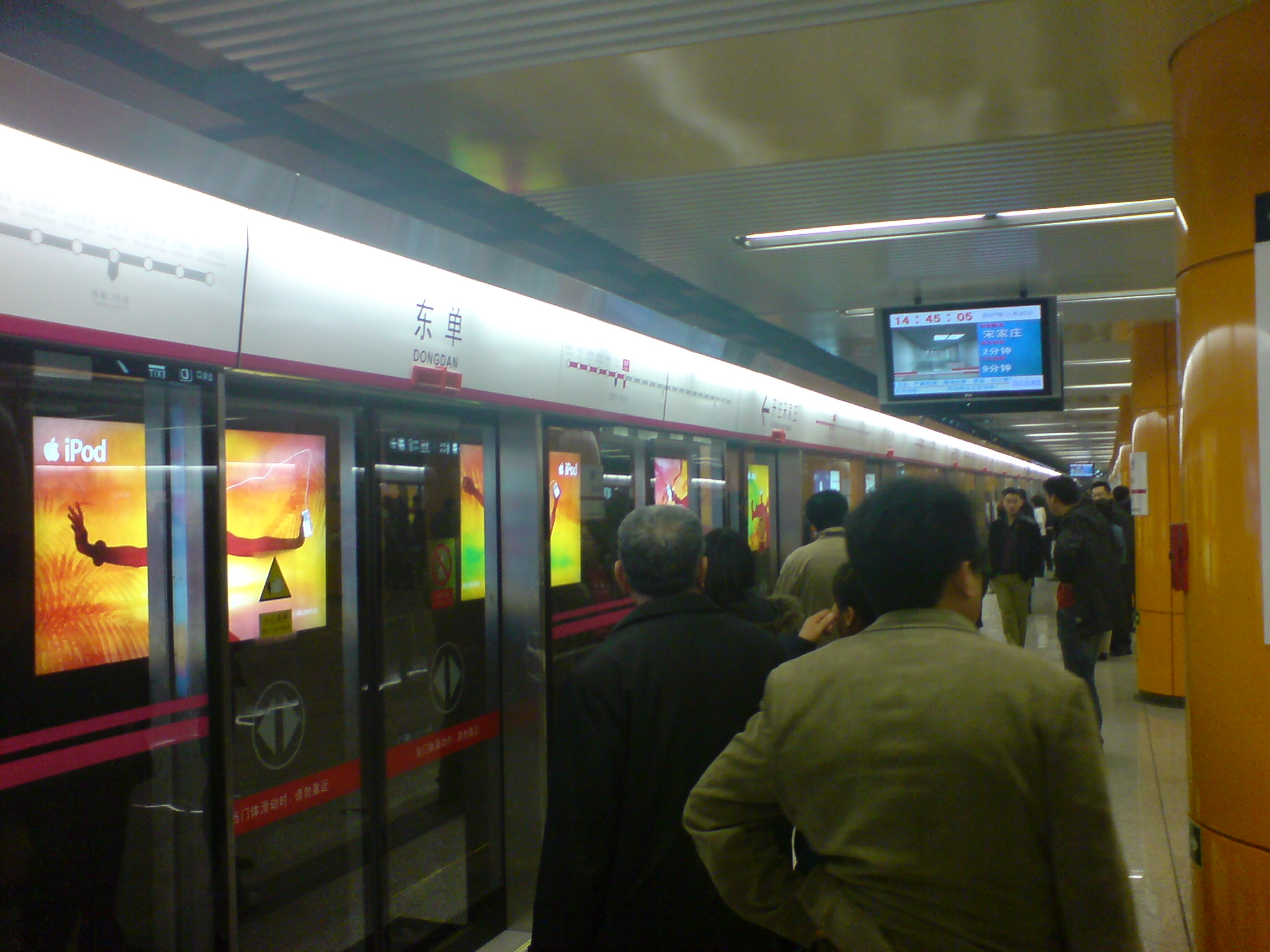
Dongdan állomás peronja

A pekingi 5-ös metró (egyszerűsített kínai: 北京地铁5号线; pinjin: běijīng dìtiě wǔhào xiàn) Peking első, észak–déli útirányú metró vonala. 27.6 kilométer hosszan, majdnem egyenes pályán megy a városközponttól keletre a Chanping körzetben fekvő Tiantongyuan és a Fengtaj körzetben fekvő Songjiazhuang között. Az 5-ös vonal színe      rózsaszín. 2007. október 7-én indult meg rajta a közlekedés.

## Jegyár
A jegy ára ezen a vonalon (korlátlan átszállással): 2 RMB(¥)

## Üzemidő
| 5-ös vonal indulásai    | Első  | Utolsó |
| ----------------------- | ----- | ------ |
| Tiantongyuan North felé | 04:59 | 23:10  |
| Songjiazhuang felé      | 05:19 | 22:47  |

## Állomáslista
| 5 (Tiantongyuan North – Songjiazhuang) | 5 (Tiantongyuan North – Songjiazhuang) | 5 (Tiantongyuan North – Songjiazhuang) | 5 (Tiantongyuan North – Songjiazhuang) |
| Állomás (angol név)                    | Állomás (kínai név)                    | Menetidő (perc)                        | Átszállás                              |
| -------------------------------------- | -------------------------------------- | -------------------------------------- | -------------------------------------- |
|                                        |                                        |                                        |                                        |
| Tiantongyuan North                     | 天通苑北                               | 0                                      |                                        |
| Tiantongyuan                           | 天通苑                                 | 2                                      |                                        |
| Tiantongyuan South                     | 天通苑南                               | 4                                      |                                        |
| Lishuiqiao                             | 立水桥                                 | 6                                      | 13-as vonal                            |
| Lishuqiao South                        | 立水桥南                               | 9                                      |                                        |
| Beiyuanlu North                        | 北苑路北                               | 11                                     |                                        |
| Datunlu East                           | 大屯路东                               | 15                                     | 15-ös vonal                            |
| Huixinxijie Beikou                     | 惠新西街北口                           | 17                                     |                                        |
| Huixinxijie Nankou                     | 惠新西街南口                           | 19                                     | 10-es vonal                            |
| Heipingxiqiao                          | 和平西桥                               | 21                                     | 12-es vonal (2020-tól)                 |
| Hepingli Beijie                        | 和平里北街                             | 23                                     |                                        |
| Yonghegong Lama Temple                 | 雍和宫                                 | 26                                     | 2-es vonal                             |
| Beixinqiao                             | 北新桥                                 | 28                                     | Airport Express (2018-tól)             |
| Zhangzizhonglu                         | 张自忠路                               | 30                                     | 3-as vonal (2020–2021-től)             |
| Dongsi                                 | 东四                                   | 32                                     | 6-os vonal                             |
| Dengshikou                             | 灯市口                                 | 34                                     |                                        |
| Dongdan                                | 东单                                   | 36                                     | 1-es vonal                             |
| Chongwenmen                            | 崇文门                                 | 38                                     | 2-es vonal                             |
| Ciqikou                                | 磁器口                                 | 40                                     | 7-es vonal                             |
| Tiantandongmen                         | 天坛东门                               | 42                                     |                                        |
| Puhuangyu                              | 蒲黄榆                                 | 44                                     | 14-es vonal                            |
| Liujiayao                              | 刘家窑                                 | 46                                     |                                        |
| Songjiazhuang                          | 宋家庄                                 | 48                                     | 10-es vonal Yizhuang vonal             |
|                                        |                                        |                                        |                                        |

## Fordítás
- Ez a szócikk részben vagy egészben  a   Line 5, Beijing Subway című angol Wikipédia-szócikk fordításán alapul.  Az eredeti cikk szerkesztőit annak laptörténete sorolja fel. Ez a jelzés csupán a megfogalmazás eredetét és a szerzői jogokat jelzi, nem szolgál a cikkben szereplő információk forrásmegjelöléseként.
- Ez a szócikk részben vagy egészben  a(z)   北京地铁5号线 című kínai Wikipédia-szócikk fordításán alapul.  Az eredeti cikk szerkesztőit annak laptörténete sorolja fel. Ez a jelzés csupán a megfogalmazás eredetét és a szerzői jogokat jelzi, nem szolgál a cikkben szereplő információk forrásmegjelöléseként.